# Зруб-Комаровский
Зруб-Комаровский (укр. Зруб-Комарівський) — село в Сторожинецкой городской общине Черновицкого района Черновицкой области Украины.
До 2020 года входило в Сторожинецкий район
Население по переписи 2001 года составляло 1451 человек. Телефонный код — 3735.